# Selva Viennese
La Selva Viennese (in tedesco Wienerwald) è un gruppo montuoso ed una regione geografica delle Alpi Nord-orientali. Si trova in Bassa Austria ad occidente della città di Vienna. Un'importante catena di ristoranti specializzata nella cucina di pollo alla griglia e fondata a Monaco di Baviera nel 1955 prende il nome di Wienerwald.

## Classificazione

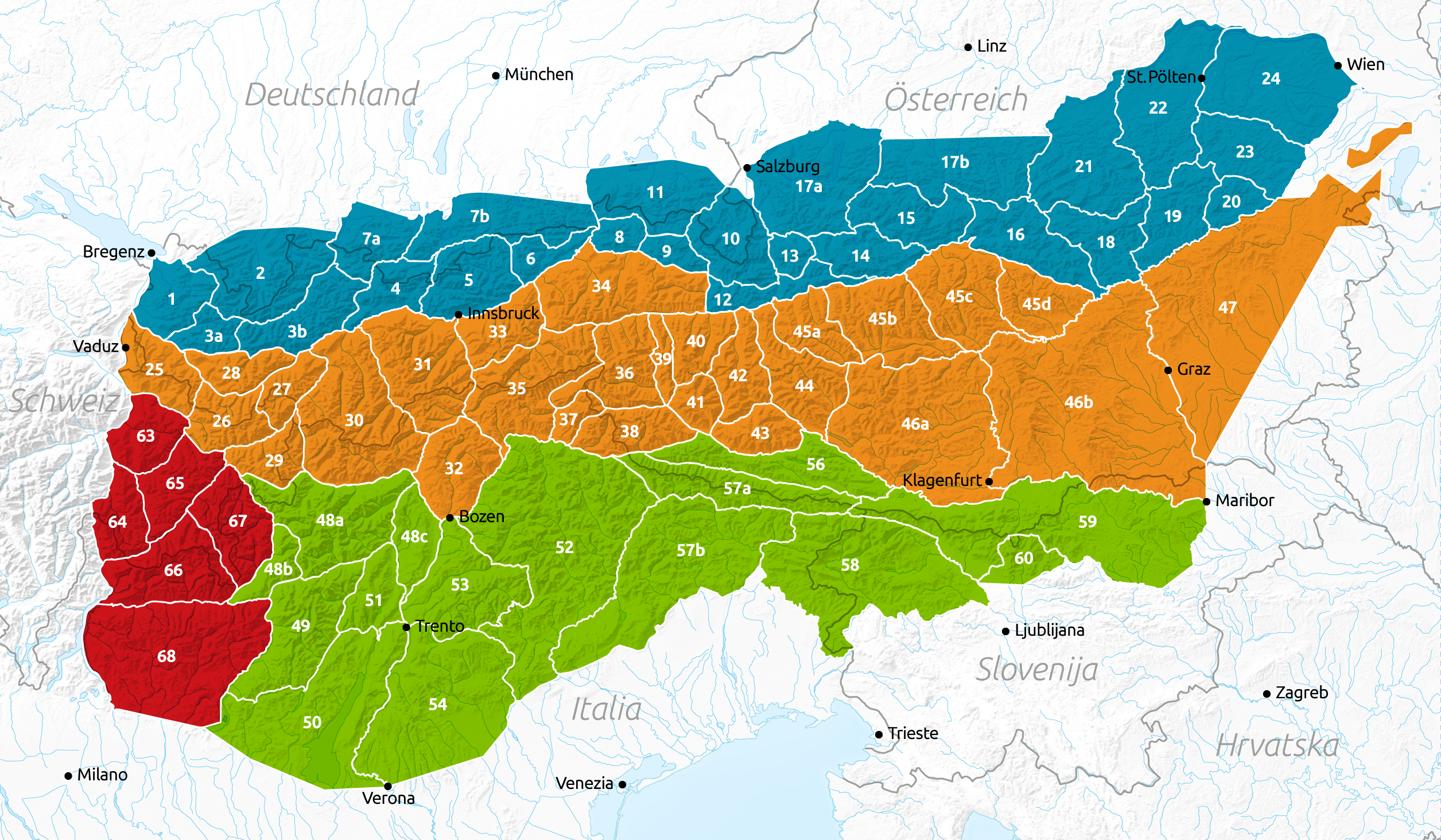
La Selva Viennese secondo l'AVE è individuata dal numero 24.

Secondo la Partizione delle Alpi la Selva Viennese rientrava nella sezione 23 delle Alpi austriache.
Secondo la SOIUSA la Selva Viennese è un supergruppo alpino con la seguente classificazione:
- Grande Parte = Alpi Orientali
- Grande Settore = Alpi Nord-orientali
- Sezione = Alpi della Bassa Austria
- Sottosezione = Prealpi Orientali della Bassa Austria
- Supergruppo = Selva Viennese
- Codice = II/B-27.III-B.

Secondo l'AVE la Selva Viennese è il 24 gruppo di 75 nelle Alpi Orientali.

## Delimitazioni
La Selva Viennese è contornata ad ovest dalle Alpi di Türnitz, a sud dalle Alpi di Gutenstein, a nord dal corso del fiume Danubio e ad est dalla città di Vienna.

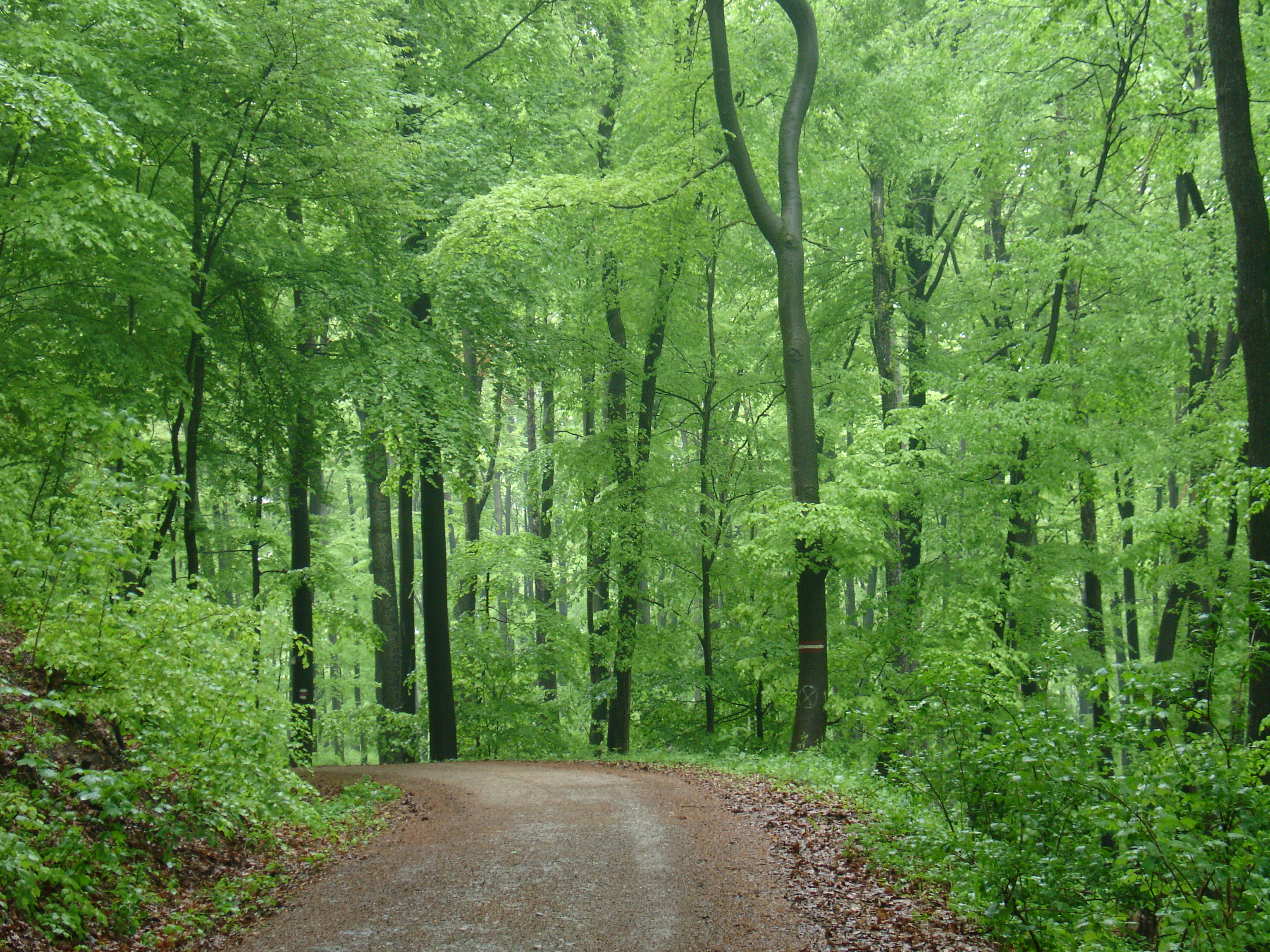
Sentiero nella Selva Viennese

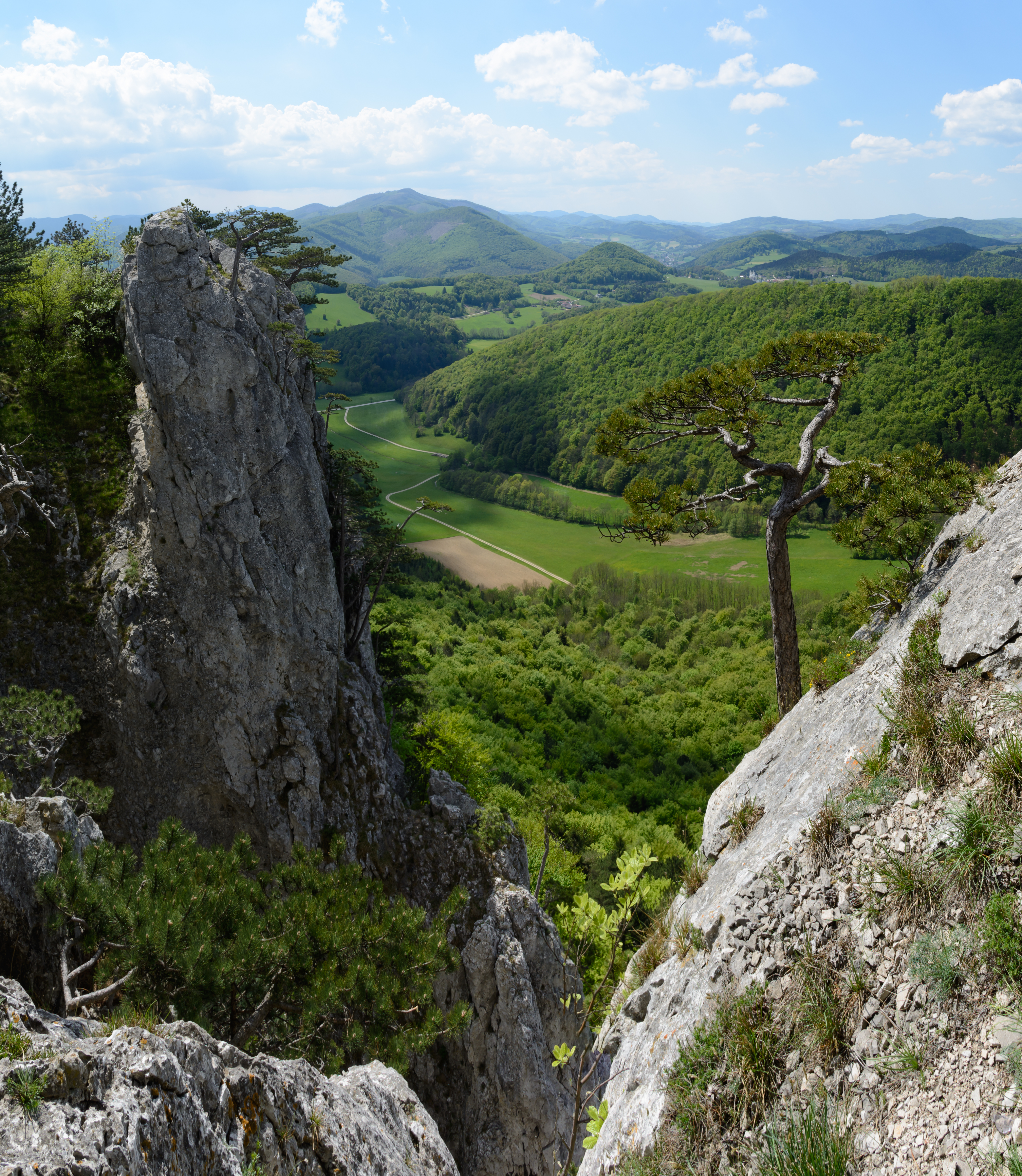
Pendici del Monte Peilstein nella Selva Viennese, in Austria Inferiore.

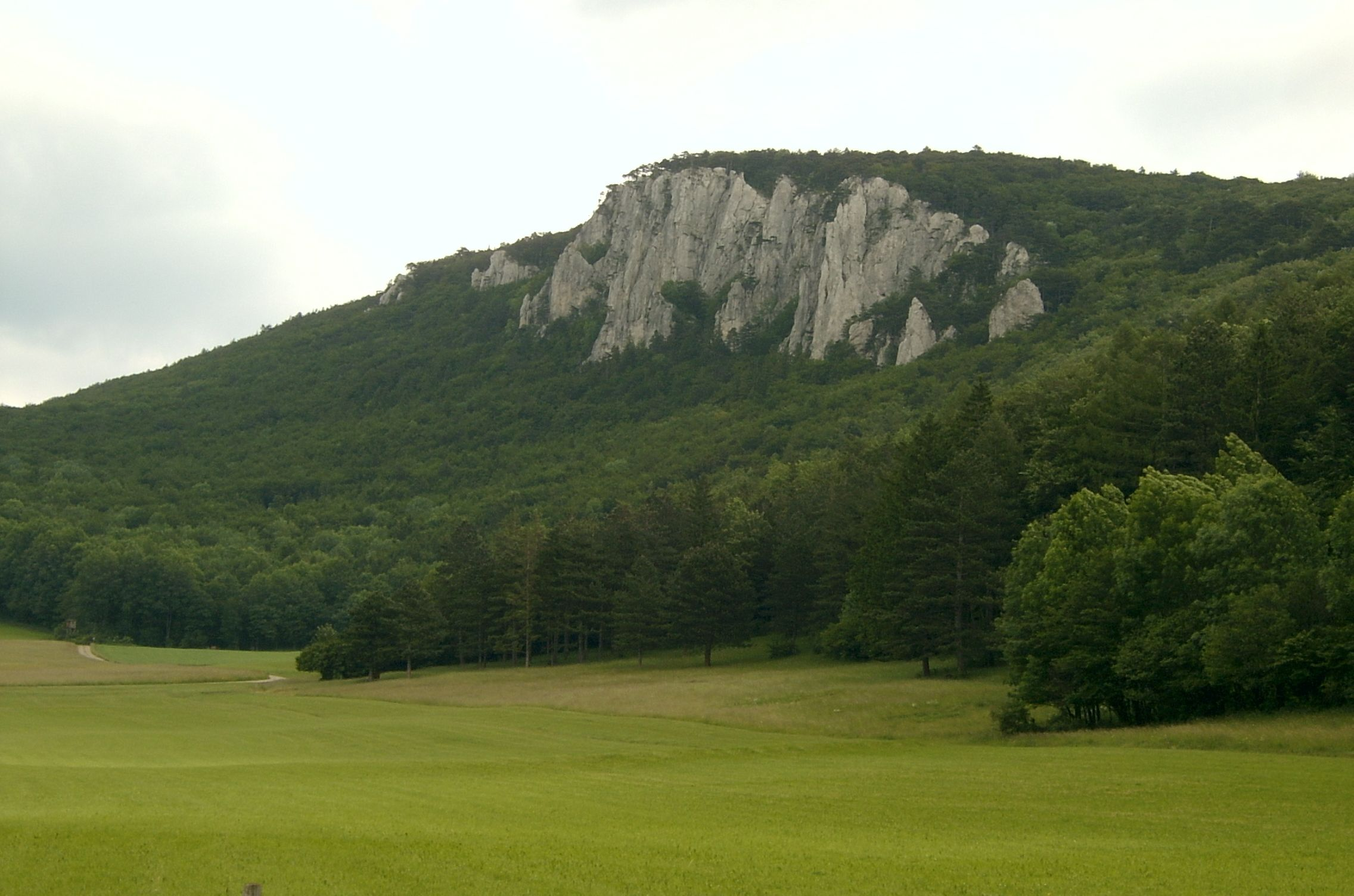
Il monte Peilstein nella Selva Viennese

## Suddivisione
Secondo la SOIUSA è suddivisa due gruppi e cinque sottogruppi (tra parentesi il codice dei gruppi e sottogruppi):
- Flyschwienerwald (B.3)
  - Zona dello Schöpfl (B.3.a)
  - Zona dello Gföhlberg (B.3.b)
  - Zona del Troppberg (B.3.c)
  - Zona dello Steinplattl (B.3.d)
- Kalkwienerwald (B.4)
  - Zona del Lindkogel (B.4.a)
  - Zona dell'Anninger (B.4.b)
  - Zona dell'Höllenstein (B.4.c)

## Alture principali
- Schöpfl, 893 m
- Mitterschöpfl, 882 m
- Hoher Lindkogel, 834 m
- Peilstein, 716 m
- Anninger, 675 m
- Leopoldsberg, 425 m

## Trasporti
Nella zona settentrionale della foresta sono iniziati nel 2004 i lavori per la costruzione del Wienerwaldtunnel, un tunnel ferroviario della lunghezza di 13,35 km il cui completamento è avvenuto nel 2012.